# Магомадас
Магома̀дас (на италиански и на сардински: Magomadas) е село и община в Южна Италия, провинция Ористано, автономен регион и остров Сардиния. Разположено е на 263 m надморска височина. Населението на общината е 655 души (към 2010 г.).
До 2004 г. общината е част от провинция Нуоро.